# ۴۷۳ (پیش از میلاد)
۴۷۳ (پیش از میلاد) ۴۷۳مین سال قبل از تقویم میلادی است.